# ダイアナ・ヴァン・ラー
ダイアナ・ヴァン・ラー（Diana Van Laar, 1969年4月 - ）は、オランダ（ネーデルラント）北ホラント州出身のアダルトモデル。オランダ語読みだと、ファンである。
1980年代後半にモデル活動を始め、「Leg Show」、「Men's World」等の男性誌で活躍した。アメリカに移住後、1990年12月号の「ペントハウス」誌においてPet of the Month (いわゆるペントハウスペット) の称号を得た。
ビデオは、ソフトなイメージ作品の他、1本のみハードコア映画（"Sex Off the Runway"）に出演している。

## 主な出演映画
すべて「Avril」名義。
- Renate Buccone - Fashion Show(1991)
- Playboy: International Playmates (1993)
- Leg Sex (1995)
- Legal Leg Sex (1995)
- Sex Off the Runway (1996)